# Christophe Bonneuil
Pour les articles homonymes, voir Bonneuil.
Christophe Bonneuil (né le 15 février 1968) est un historien des sciences et enseignant français, actuellement directeur de recherche au CNRS et enseignant à l'EHESS.

## Travaux

### Thèse d'histoire des sciences
Christophe Bonneuil a soutenu une thèse d'histoire en 1997, préparée sous la direction de Dominique Pestre à l'Université Paris 7, et intitulée « Mettre en ordre et discipliner les tropiques : les sciences du végétal dans l'empire français 1870-1940 ». Il est devenu historien des sciences et directeur de recherche au Centre national de la recherche scientifique (CNRS),,.

### CNRS et EHESS
Il étudie l'histoire environnementale et l'histoire des sciences et des techniques au CNRS ainsi qu'à l’École des hautes études en sciences sociales (EHESS) — où il est membre statutaire du Centre de recherches historiques (CRH) et dans le Groupe de recherches en histoire environnementale (GRHEN). Ses thèmes de recherche au sein CRH sont l'histoire et la sociologie des sciences, ainsi que l'histoire environnementale. Son travail porte sur les transformations des rapports entre science, nature et société de la fin du XIXe siècle à aujourd’hui. Il est également membre chargé de recherches à l'Institut francilien Recherche innovation et société (IFRIS).

### Collection «Anthropocène»
Il est depuis 2013 le fondateur et directeur de la collection « Anthropocène » des Éditions du Seuil,. Le nom de cette collection fait référence au concept de l'Anthropocène, défini comme période de l'histoire de la Terre (époque géologique) marquée par la forte incidence des activités humaines sur celle-ci et débutée avec la révolution thermo-industrielle. Cette collection a trait aux domaines des sciences, de la sociologie, la philosophie, l'anthropologie, histoire, l'activisme et la politique.

### Etude sur les entreprises pétrolières
Il est co-auteur d'une étude, publiée dans la revue Global Environmental Change, sur les manœuvres d'entreprises pétrolières, pour atténuer ou nier les effets du réchauffement climatique.

## Engagements
En 2022, il fait partie des 20 coprésidents de l'association appui financier des Soulèvements de la Terre.

## Publications

### Livres
- C. Bonneuil, Des savants pour l'empire : La structuration des recherches scientifiques coloniales au temps de "la mise en valeur des colonies françaises", 1917-1945, Bondy, Orstom éd., 1991.
- C. Bonneuil et F. Thomas, Gènes, pouvoirs et profits : Recherche publique et régimes de production des savoirs de Mendel aux OGM, Paris, Quae, 2009.
- C. Bonneuil et F. Thomas, Semences : une histoire politique : Amélioration des plantes, agriculture et alimentation en France depuis la Seconde Guerre mondiale, Paris, Éditions Charles Léopold Mayer, 2012, 215 p. (ISBN 978-2-84377-165-1, présentation en ligne).
- Christophe Bonneuil et Pierre-Benoît Joly, Sciences, techniques et société, Paris, La Découverte, coll. « Repères », 2013, 128 p. (ISBN 978-2-7071-5097-4, lire en ligne).
- C. Bonneuil et Jean-Baptiste Fressoz, L'événement anthropocène : La Terre, l'histoire et nous, Paris, Seuil, 2013, 304 p. (Nouvelle éd. poche Points histoire, Seuil, 2016. Éd. anglaise, (en) The Shock of the Anthropocene. The Earth, History and us. Londres et New York, Verso Books, 2016)[13],[10],[14],[15].
- Sandrine Feydel et Christophe Bonneuil, Prédation : nature, le nouvel eldorado de la finance, La Découverte, 2015[2].

### Livres co-édités
- Pessis C., Topçu S. et Bonneuil C. (dir.), Une autre histoire des « Trente glorieuses ». Modernisation, contestations et pollutions dans la France d’après-guerre. La Découverte, 2013.
- (en) Hamilton C, Gemenne F. & Bonneuil C., dir., The Anthropocene and the Global Environmental Crisis: Rethinking Modernity in a new Epoch, Londres, Routledge (coll. « Environmental Humanities »), 2015.
- C. Bonneuil et D. Pestre (dir), Histoire des sciences et des savoirs. Vol. 3, Le siècle des technosciences (depuis 1914), Paris, Seuil, 2015.